# Syndrome d'hyperviscosité
 (juin 2012).
Si vous disposez d'ouvrages ou d'articles de référence ou si vous connaissez des sites web de qualité traitant du thème abordé ici, merci de compléter l'article en donnant les références utiles à sa vérifiabilité et en les liant à la section « Notes et références ».
 Mise en garde médicale
Le syndrome d'hyperviscosité est un syndrome clinique d'augmentation de la viscosité sanguine  entraînant une résistance à l'écoulement du flux sanguin dans les vaisseaux. 
C'est une urgence thérapeutique médicale. 
Selon Gaétan Chevalier & al. (2013), « l'augmentation de la viscosité du sang dans la population générale peut être prédictrice d'événements cardiovasculaires en raison de ses influences sur l'hypertension, la thrombogenèse, l'ischémie et l'arthrogénèse ».
En 1991, Stoltz et Donner avaient proposé qu'un profil hémorhéologique (c'est-à-dire un profil de viscosité sanguine) soit dressé lors de l'analyse de sang des patients. 
Selon une étude de 2008, la viscosité du sang est cependant devenue un facteur de risque oublié, peu mesurée en  pratique clinique,

## Étiologie
- Augmentation importante du nombre d'éléments figurés du sang : polycythémies, leucémies, thrombocytémies ;
- Augmentation de l'hématocrite : polyglobulies et pseudo-polyglobulies ;
- Augmentation du taux de certains protides :
  - Gammapathies monoclonales (myélome multiple à IgG ou à IgA, macroglobulinémie de Waldenström[5],[6],[7]) et polyclonales (syndrome de Sjögren, lymphadénopathie angio-immunoblastique, anomalies des immunoglobulines[8], complexes immuns circulants, facteur rhumatoïde, leishmaniose, trypanosomiase…) ;
  - Cryoglobulinémies ;
  - Augmentation des protéines de l'inflammation (dysfibrinogénémie) ;
- Augmentation de l'agrégabilité des hématies ;
- Diminution de la déformabilité des hématies ;
- Hypothermies.

Des causes rares sont des complications d'hypergammaglobulinémies majeures, parfois associées au VIH, à des hépatites, à une maladie de Castleman ; une hausse modérée de la viscosité sanguine au cours des dyslipidémies est clairement associée au risque d’accident ischémique, les cas de SHV sont exceptionnels ; mais les (rares) myélomes hyperlipidémiques semblent plus fréquemment associés à un SHV.

## Clinique
- Signes généraux : asthénie, anorexie et altération de l'état général ;
- Signes neurologiques avec céphalées, troubles du comportement, somnolence, troubles de la vigilance (pouvant aller jusqu'au coma) ;
- Signes neuro-sensoriels :
  - signes ORL avec vertiges, hypoacousie, nystagmus,
  - signes ophtalmologiques avec baisse de l'acuité visuelle ;
- Signes cardiovasculaires avec majoration éventuelle d'une ischémie préexistante, par thromboses artérielles ou veineuses.

## Traitements
Un traitement étiologique est la plupart du temps nécessaire.
Parfois, dans l'hyperviscosité plasmatique symptomatique, il est nécessaire de réaliser un traitement d’urgence par saignées (notamment en cas d'hyperviscosité lié à une maladie de Vaquez).
Dans l'hyperviscosité symptomatique par élévation de l'hématocrite : hémodilution (prélèvement du sang et réinjection du plasma et d'un substitut compensant le volume des hématies).
Traitement symptomatique avec anticoagulants et antiagrégants plaquettaires.

### Bibliograhie
- G. Dumas, S. Merceron, L. Zafrani et E. Canet, « Syndrome d’hyperviscosité plasmatique », La Revue de Médecine Interne, vol. 36, no 9,‎ septembre 2015, p. 588–595 (DOI 10.1016/j.revmed.2015.02.005, lire en ligne, consulté le 4 décembre 2020)
- Boroviczeny K, Dintenfass L, Fukada E, et al. (1984) Recommendation for a selected method for the measurement of plasma viscosity: International Committee for Standardization in Haematology., J Clin Pathol, vol. 37
- Dintenfass L. , Blood Microrheology (1971) Viscosity Factors in Blood Flow, Ischaemia and Thrombosis,, vol. 41 New York, NYAppleton Century-Croftspg. 326
- Fahey JL, Barth WF, Solomon A (1965) Serum hyperviscosity syndrome., JAMA, vol. 192 6(pg. 120-123)
- MacKenzie MR, Babcock J. Studies of the hyperviscosity syndrome: II. Macroglobulinemia., J Lab Clin Med, 1975, vol. 85 2
- Mehta J, Singhal S (2003) Hyperviscosity syndrome in plasma cell dyscrasias., Semin Thromb Hemost,, vol. 29 (pg. 467-471)
- Phillips MJ, Harkness J (1976) Plasma and whole blood viscosity., Br J Haematol, vol. 34 (pg. 347-352)
- Perry MC, Hoagland HC (1976). The hyperviscosity syndrome., JAMA,, vol. 236 4
- Rosencranz R, Bogen SA (2006) Clinical laboratory measurement of serum, plasma, and blood viscosity., Am J Clin Pathol, vol. 125 1
- Sigle JP, Buser A (2011) Hyperviscosity syndrome, Blood,, vol. 117 5pg. 1446
- Stone MJ. Waldenström's macroglobulinemia: hyperviscosity syndrome and cryoglobulinemia., Clin Lymphoma Myeloma, 2009, vol. 9 1
- Wells R. Medical intelligence (1970) Current concepts: syndromes of hyperviscosity., N Engl J Med,, vol. 283 4(pg. 183-186)